# Sarah Woolley
Sarah Woolley (geboren 1987) ist eine britische   Gewerkschaftsfunktionärin. Sie ist die erste Frau, die die  Bakers, Food and Allied Workers' Union (BFAWU) leitet.
Woolley trat der  BFAWU bei, als sie im Alter von 16 Jahren in Teilzeit in einem Laden von Bakers Oven  arbeitete.  Sie bekam dann eine Vollzeitstelle und wurde später Geschäftsstellenleiterin, als Bakers Oven von Greggs übernommen wurde.  Nach der Fusion lernte Woolley den für die Branche zuständigen Gewerkschaftssekretär kennen. Sie wurde gewerkschaftlich aktiv, zuerst als Vertrauensfrau; später wurde sie in das National Executive Committee gewählt. Danach wurde sie hauptamtliche Gewerkschaftsfunktionärin. Sie ist seit 2023 Präsidentin der General Federation of Trade Unions  (GFTU).
Woolley wurde 2019 zur Vorsitzenden der  Gewerkschaft BFAWU gewählt, am 1. Mai 2020 trat sie das Amt an.
Bei der Vorstandswahl der Labour Party 2020 unterstützte Woolley  Rebecca Long-Bailey.